# Davinópolis
Davinópolis est une municipalité brésilienne située dans l'État du Maranhão.